# Les Chemins du bonheur
Les Chemins du bonheur (Ich trag dich bis ans Ende der Welt) est un téléfilm allemand, réalisé par Christine Kabisch, et diffusé en 2010.

## Fiche technique
- Titre allemand : Ich trag dich bis ans Ende der Welt
- Réalisation : Christine Kabisch
- Scénario : Markus Mayer et Werner Sallmaier
- Photographie : Hans-Jörg Allgeier
- Musique : Marius Ruhland
- Durée : 90 min

## Distribution
- Elmar Wepper : Horst Hagen
- Ann-Kathrin Kramer : Anna Klaus
- Bernhard Schir (VF : Guillaume Orsat) : Frank Klaus Guillaume Orsat
- Julian Weigend : Tom
- Tim Morten Uhlenbrock : Thomas Klaus
- Carolin von der Groeben : Petra Klaus
- Melanie Blocksdorf : Vera
- Manon Kahle : Cindy
- Dietmar Mues : Paul Freier
- Frank Vockroth : Jan Wojta